# Thor Kristensen
Thor Kristensen, danski veslač, * 4. junij 1980, Hadsund, Nordjylland.
Kristensen je bil na Poletnih olimpijskih igrah 2004 v Atenah član danskega lahkega četverca brez krmarja, ki je osvojil zlato medaljo. V čolnu so poleg njega veslali še Thomas Ebert, Stephan Mølvig in Eskild Ebbesen.